# Liste der Wappen mit Schlägel und Eisen

Die Gemeine Figur Schlägel und Eisen

Die Liste der Wappen mit Schlägel und Eisen enthält Kommunalwappen, Wappen von Gebietskörperschaften und Verwaltungseinheiten sowie weitere Wappen und Logos, in denen Schlägel und Eisen abgebildet sind.

## Abkürzungen
- Amt = Amt, Gemeindeverband
- BS = Bergstadt
- eAmt = ehemals Amt, Gemeindeverband
- eBS = ehemals Bergstadt
- eLK = ehemals Landkreis
- esG = ehemals selbständige Gemeinde
- esS = ehemals selbständige Stadt
- eVG = ehemals Verwaltungsgemeinschaft (Sachsen-Anhalt)
- eVGde = ehemalige Verbandsgemeinde (Rheinland-Pfalz)
- Gde = Gemeinde
- GKrS = Große Kreisstadt
- GS = Großstadt
- KrS = Kreisstadt
- KS = Kleinstadt
- LK = Landkreis
- Mkt = Marktgemeinde
- OGde = Ortsgemeinde
- OTdG = Ortsteil der Gemeinde
- OTdS = Ortsteil der Stadt, STv
- S = Stadt
- SGde = Samtgemeinde (Niedersachsen)
- STv = Stadtteil von, OTdS
- VGde = Verbandsgemeinde (Rheinland-Pfalz) bzw. Verbandsgemeinde (Sachsen-Anhalt)

## Wappen in Deutschland
| Wappen | amtl. Ortsname / Verwaltungsgebiet         | Bundesland             | Beschreibung / Anmerkung |
| ------ | ------------------------------------------ | ---------------------- | --- |
|        | Abberode                                   | Sachsen-Anhalt         | esG, OTdS Mansfeld |
|        | Aftersteg (Todtnau)                        | Baden-Württemberg      | esG / Silberbergbau wahrscheinlich seit dem 14. Jahrhundert, nach dem Dreißigjährigen Krieg Ende des Abbaus aufgrund Erschöpfung der Lagerstätte |
|        | Ahlem                                      | Niedersachsen          | esG, STv Hannover / ab 1842 Abbau von Asphalt, Ton und Kalk im Tagebau und Tiefbau, 1925 Einstellung des Asphaltbergbaus |
|        | Ainring                                    | Bayern                 | Gde / Förderung von Eisenerz im Achthal, Weiterverarbeitung seit 1537 durch die „Privat-Eisengewerkschaft Achthal-Hammerau“, heute Stahlwerk Annahütte |
|        | Allendorf                                  | Rheinland-Pfalz        | OGde |
|        | Alsdorf                                    | Nordrhein-Westfalen    | S |
|        | Alsdorf                                    | Rheinland-Pfalz        | OGde |
|        | Alstaden                                   | Nordrhein-Westfalen    | esG, STv Oberhausen |
|        | Altenau                                    | Niedersachsen          | eBS, STv Altenau-Schulenberg im Oberharz, zu Clausthal-Zellerfeld |
|        | Altenberg                                  | Sachsen                | S |
|        | Altenkessel                                | Saarland               | esG, STv Saarbrücken |
|        | Alterkülz                                  | Rheinland-Pfalz        | OGde |
|        | Landkreis Amberg-Sulzbach                  | Bayern                 | LK |
|        | Ammerhöfe                                  | Bayern                 | esG |
|        | Amsdorf                                    | Sachsen-Anhalt         | esG, OTdG Seegebiet Mansfelder Land |
|        | Andreasberg                                | Nordrhein-Westfalen    | OTdG Bestwig |
|        | Landkreis Annaberg                         | Sachsen                | eLK |
|        | Annaberg-Buchholz                          | Sachsen                | GKrS |
|        | Antfeld                                    | Nordrhein-Westfalen    | OTdS Olsberg / silberne Schlägel und Eisen vor schwarzem Hintergrund für den Schieferbergbau |
|        | Antweiler                                  | Rheinland-Pfalz        | OGde |
|        | Asbach                                     | Thüringen              | OTdS Schmalkalden / umgekehrtes Schlägel und Eisen für den früheren Eisenbergbau |
|        | Au                                         | Bayern                 | esG, OTdG Berchtesgaden |
|        | Aue-Bad Schlema                            | Sachsen                | GKrS |
|        | Baasem                                     | Nordrhein-Westfalen    | OGde Dahlem / in grün zwei goldene sechs-endige Hirschstangen, die einen Kranz bilden; darin die gekreuzten silbernen Berghämmer. |
|        | Bad Gottleuba-Berggießhübel                | Sachsen                | S / das seit 2007 verwendete Wappen enthält als Bergbau-Element auch das Wappen der Bergstadt Berggießhübel; siehe unten |
|        | Bad Grund (Harz)                           | Niedersachsen          | Gde |
|        | Bad Schlema                                | Sachsen                | esG |
|        | Bahretal                                   | Sachsen                | Gde |
|        | Bardenberg                                 | Nordrhein-Westfalen    | STv Würselen |
|        | Barsinghausen                              | Niedersachsen          | S / Schlägel und Eisen symbolisieren den über 300 Jahre lang betriebenen Steinkohlebergbau am Deister |
|        | Beendorf                                   | Sachsen-Anhalt         | Gde |
|        | Belg                                       | Rheinland-Pfalz        | OGde |
|        | Benndorf                                   | Sachsen-Anhalt         | Gde |
|        | Berg                                       | Rheinland-Pfalz        | OGde |
|        | Bergen                                     | Bayern                 | Gde |
|        | Bergerhausen                               | Nordrhein-Westfalen    | STv Essen |
|        | Berggießhübel                              | Sachsen                | esS / das Wappen zeigt ursprünglich in Gold einen schwarz gekleideten, vor Ort mit Schlägel und Eisen arbeitenden Bergmann. Der Berggießhübeler Bergbau (Magnetit, untergeordnet Kupfer und Silber) reicht wahrscheinlich bis ins 13. Jahrhundert zurück und wurde bis 1942 betrieben. Das Berggießhübeler Stadtwappen wird seit 1631 verwendet. Das Motiv ist seit 2007 Teil des Gemeindewappens von Bad Gottleuba-Berggießhübel; siehe oben |
|        | Bernsbach                                  | Sachsen                | OTdS Lauter-Bernsbach / Eisen-, Silber- und Schwefelabbau bereits während der Blüte des Bergbaus im Erzgebirge |
|        | Bettendorf                                 | Rheinland-Pfalz        | OGde |
|        | Bexbach                                    | Saarland               | S |
|        | Bieber                                     | Hessen                 | esG, OTdG Biebergemünd, siehe unten |
|        | Biebergemünd                               | Hessen                 | Gde |
|        | Billmerich                                 | Nordrhein-Westfalen    | STv Unna / umgekehrtes Schlägel und Eisen für den ehemaligen Steinkohlenbergbau |
|        | Bitterfeld-Wolfen                          | Sachsen-Anhalt         | S |
|        | Blankenheim                                | Sachsen-Anhalt         | Gde |
|        | Blankenstein                               | Thüringen              | OTdG Rosenthal am Rennsteig |
|        | Blumberg                                   | Baden-Württemberg      | S |
|        | Bockum-Hövel                               | Nordrhein-Westfalen    | STv Hamm |
|        | Bodenmais                                  | Bayern                 | Mkt |
|        | Bodenwöhr                                  | Bayern                 | Gde |
|        | Böhlen                                     | Sachsen                | S |
|        | Bokeloh                                    | Niedersachsen          | OTdS Wunstorf |
|        | Bölhorst                                   | Nordrhein-Westfalen    | STv Minden |
|        | Bonbaden                                   | Hessen                 | esG, OTdG Braunfels |
|        | Bördeaue                                   | Sachsen-Anhalt         | Gde |
|        | Bördeland                                  | Sachsen-Anhalt         | Gde |
|        | Bösenbrunn                                 | Sachsen                | Gde / Symbol gestürzt (auf den Kopf gestellt) |
|        | Borod                                      | Rheinland-Pfalz        | OGde / die silbernen Schlegel erinnern an Schieferabbau und Eisenverarbeitung in der Gemarkung |
|        | Brand-Erbisdorf                            | Sachsen                | GKrS |
|        | Breitenbrunn                               | Sachsen                | Gde |
|        | Breitscheid                                | Hessen                 | Gde |
|        | Breitscheidt                               | Rheinland-Pfalz        | OGde |
|        | Brenk                                      | Rheinland-Pfalz        | OGde |
|        | Brotterode                                 | Thüringen              | esS |
|        | Brotterode-Trusetal                        | Thüringen              | S |
|        | Bruchertseifen                             | Rheinland-Pfalz        | OGde |
|        | Brüngsberg                                 | Nordrhein-Westfalen    | OTdS Aegidienberg / Bad Honnef |
|        | Buchholz (Gem. Annaberg-Buchholz)          | Sachsen                | esS |
|        | Büddenstedt                                | Niedersachsen          | esG |
|        | Buer                                       | Nordrhein-Westfalen    | OTdS Gelsenkirchen / zweimal Schlägel und Eisen |
|        | Bülten                                     | Niedersachsen          | OTdG Ilsede |
|        | Burbach                                    | Saarland               | esG, esS, STv Saarbrücken; siehe auch Malstatt |
|        | Bürdenbach                                 | Rheinland-Pfalz        | OGde |
|        | Burgberg im Allgäu                         | Bayern                 | Gde |
|        | Burgenlandkreis                            | Sachsen-Anhalt         | LK |
|        | Landkreis Burglengenfeld                   | Bayern                 | eLK |
|        | Clausthal                                  | Niedersachsen          | eBS, OTdS Clausthal-Zellerfeld |
|        | Clausthal-Zellerfeld                       | Niedersachsen          | BS |
|        | Crock                                      | Thüringen              | OTdG Auengrund |
|        | Daaden                                     | Rheinland-Pfalz        | OGde |
|        | Delligsen                                  | Niedersachsen          | Gde |
|        | Delligsen                                  | Niedersachsen          | OTdG Delligsen |
|        | Deuben                                     | Sachsen-Anhalt         | esG, OTdS Teuchern |
|        | Dichtelbach                                | Rheinland-Pfalz        | OGde |
|        | Dittweiler                                 | Rheinland-Pfalz        | OGde |
|        | Döbern                                     | Brandenburg            | Gde, S |
|        | Döbern-Land                                | Brandenburg            | Amt |
|        | Dorfweil                                   | Hessen                 | esG, OTdG Schmitten |
|        | Dorp (Gem. Solingen)                       | Nordrhein-Westfalen    | esS |
|        | Dreislar                                   | Nordrhein-Westfalen    | OTdS Medebach / Schwerspatbergwerk Dreislar |
|        | Düderode                                   | Niedersachsen          | OTdG Kalefeld |
|        | Dunzweiler                                 | Rheinland-Pfalz        | OGde |
|        | Edderitz                                   | Sachsen-Anhalt         | esG, OTdS Südliches Anhalt |
|        | Ehrenfriedersdorf                          | Sachsen                | S |
|        | Eibach                                     | Hessen                 | esG, OTdS Dillenburg |
|        | Eilendorf                                  | Nordrhein-Westfalen    | esG, STv Aachen |
|        | Eisen                                      | Saarland               | OTdG Nohfelden |
|        | Eisenärzt                                  | Bayern                 | esG, OTdG Siegsdorf |
|        | Eisenbach                                  | Bayern                 | esG, STv Obernburg am Main |
|        | Eiserfeld                                  | Rheinland-Pfalz        | esS, STv Siegen |
|        | Amt Eiserfeld                              | Rheinland-Pfalz        | eAmt / ehem. Amtswappen |
|        | Eisern                                     | Rheinland-Pfalz        | esG, STv Siegen |
|        | Elm                                        | Saarland               | esG, OTdG Schwalbach, siehe unten |
|        | Elsnigk                                    | Sachsen-Anhalt         | esG, OTdG Osternienburger Land |
|        | Elspe                                      | Nordrhein-Westfalen    | esG, STv Lennestadt |
|        | Elsteraue                                  | Sachsen-Anhalt         | Gde |
|        | Elsterheide                                | Sachsen                | Gde |
|        | Endorf                                     | Nordrhein-Westfalen    | STv Sundern (Sauerland) |
|        | Ensdorf                                    | Saarland               | Gde |
|        | Enspel                                     | Rheinland-Pfalz        | OGde |
|        | Erlabrunn                                  | Sachsen                | OGde Breitenbrunn, siehe oben / Wappen 1994 verliehen, Bezug auf Zinnbergbau |
|        | Ernsbach                                   | Baden-Württemberg      | esG, STv Forchtenberg |
|        | Erzenhausen                                | Rheinland-Pfalz        | OGde |
|        | Erzgebirgskreis                            | Sachsen                | LK |
|        | Eschbach                                   | Rheinland-Pfalz        | OGde |
|        | Eßweiler                                   | Rheinland-Pfalz        | OGde |
|        | Eulenberg                                  | Rheinland-Pfalz        | OGde |
|        | Falkenstein/Vogtl.                         | Sachsen                | KS |
|        | Falkenstein/Vogtl.                         | Sachsen                | KS / ehem. Stadtwappen |
|        | Feilbingert                                | Rheinland-Pfalz        | OGde |
|        | Fell                                       | Rheinland-Pfalz        | OGde |
|        | Fichtelberg                                | Bayern                 | Gde |
|        | Fischbach                                  | Rheinland-Pfalz        | OGde |
|        | Floh-Seligenthal                           | Thüringen              | Gde |
|        | Förderstedt                                | Sachsen-Anhalt         | esG, OTdS Staßfurt |
|        | Frankenholz                                | Saarland               | esG, STv Bexbach, siehe oben |
|        | Landkreis Freiberg                         | Sachsen                | eLK / heute Landkreis Mittelsachsen; siehe unten |
|        | Freihung                                   | Bayern                 | Mkt |
|        | Freital                                    | Sachsen                | GKrS |
|        | Friedrichsgrün                             | Sachsen                | OTdG Reinsdorf |
|        | Frohnau                                    | Sachsen                | OTdS Annaberg-Buchholz |
|        | Frohnhausen                                | Hessen                 | esG, STv Dillenburg |
|        | Frohnhofen                                 | Rheinland-Pfalz        | OGde |
|        | Geising                                    | Sachsen                | esS, STv Altenberg |
|        | Gelsenkirchen                              | Nordrhein-Westfalen    | GS |
|        | Gelsenkirchen                              | Nordrhein-Westfalen    | GS / ehem. Stadtwappen |
|        | Gemmerich                                  | Rheinland-Pfalz        | OGde |
|        | Gerach                                     | Rheinland-Pfalz        | OGde |
|        | Gersdorf                                   | Sachsen                | Gde |
|        | Giersleben                                 | Sachsen-Anhalt         | Gde |
|        | Gladbeck                                   | Nordrhein-Westfalen    | S |
|        | Glashütte                                  | Sachsen                | S |
|        | Goldisthal                                 | Thüringen              | Gde |
|        | Greimerath                                 | Rheinland-Pfalz        | OGde |
|        | Gressenich                                 | Nordrhein-Westfalen    | esG, OTdS Stolberg |
|        | Grethem                                    | Niedersachsen          | Gde |
|        | Gröben                                     | Sachsen-Anhalt         | esG, OTdS Teuchern |
|        | Gröbern                                    | Sachsen-Anhalt         | esG, OTdG Muldestausee |
|        | Groß Bülten                                | Niedersachsen          | OTdG Ilsede |
|        | Groß Döhren                                | Niedersachsen          | OTdG Liebenburg |
|        | Groß Ilsede                                | Niedersachsen          | OTdG Ilsede |
|        | Großräschen                                | Brandenburg            | S |
|        | Großräschen                                | Brandenburg            | S / ehem. Stadtwappen |
|        | Grumbach                                   | Sachsen                | OTdS Jöhstadt |
|        | Grünebach                                  | Rheinland-Pfalz        | OGde |
|        | Güllesheim                                 | Rheinland-Pfalz        | OGde |
|        | Hahn                                       | Rheinland-Pfalz        | OGde |
|        | Hahn bei Marienberg                        | Rheinland-Pfalz        | OGde |
|        | Haidmühle                                  | Bayern                 | Gde |
|        | Hallwangen                                 | Baden-Württemberg      | esG, STv Dornstetten |
|        | Halsbrücke                                 | Sachsen                | Gde |
|        | Hamborn                                    | Nordrhein-Westfalen    | esS, STv Duisburg |
|        | Hamm (Sieg)                                | Rheinland-Pfalz        | VGde |
|        | Hamm (Sieg)                                | Rheinland-Pfalz        | OGde, Verwaltungssitz d. VGde Hamm (Sieg), siehe oben |
|        | Hamm-Bockum-Hövel                          | Nordrhein-Westfalen    | STv Hamm |
|        | Hamm-Herringen                             | Nordrhein-Westfalen    | STv Hamm |
|        | Hammerbrücke                               | Sachsen                | OTdG Muldenhammer |
|        | Hammerunterwiesenthal                      | Sachsen                | OTdS Oberwiesenthal |
|        | Hänigsen                                   | Niedersachsen          | OTdG Uetze |
|        | Harbke                                     | Sachsen-Anhalt         | Gde |
|        | Harra                                      | Thüringen              | Gde |
|        | Harzgerode                                 | Sachsen-Anhalt         | S |
|        | Hasbergen                                  | Niedersachsen          | Gde |
|        | Haspe                                      | Nordrhein-Westfalen    | STv Hagen |
|        | Heiligenwald (Gem. Schiffweiler)           | Saarland               | esG |
|        | Heinzenbach                                | Rheinland-Pfalz        | OGde |
|        | Helmeroth                                  | Rheinland-Pfalz        | OGde |
|        | Landkreis Helmstedt                        | Niedersachsen          | LK |
|        | Hergisdorf                                 | Sachsen-Anhalt         | Gde |
|        | Heringen (Werra)                           | Hessen                 | KS |
|        | Hermsdorf/Erzgeb.                          | Sachsen                | Gde |
|        | Herne                                      | Nordrhein-Westfalen    | S |
|        | Herne                                      | Nordrhein-Westfalen    | S / ehem. Stadtwappen |
|        | Herschbroich                               | Rheinland-Pfalz        | OGde |
|        | Heusweiler                                 | Saarland               | Gde |
|        | Hochstädten                                | Hessen                 | STv Bensheim |
|        | Hochstetten-Dhaun                          | Rheinland-Pfalz        | OGde |
|        | Hochstein                                  | Rheinland-Pfalz        | OTdG Winnweiler |
|        | Hockweiler                                 | Rheinland-Pfalz        | OGde |
|        | Kreis Hohenmölsen                          | Sachsen-Anhalt         | eLK |
|        | Hohenpeißenberg                            | Bayern                 | Gde |
|        | Hohenstein-Ernstthal                       | Sachsen                | GKrS |
|        | Hohndorf                                   | Sachsen                | Gde |
|        | Holungen                                   | Thüringen              | esG, OTdG Sonnenstein |
|        | Holzen                                     | Niedersachsen          | Gde |
|        | Hömberg                                    | Rheinland-Pfalz        | OGde |
|        | Hostenbach                                 | Saarland               | OTdG Wadgassen |
|        | Hövels                                     | Rheinland-Pfalz        | OGde |
|        | Hückelhoven                                | Nordrhein-Westfalen    | S |
|        | Hüffler                                    | Rheinland-Pfalz        | OGde |
|        | Hummersen                                  | Nordrhein-Westfalen    | esG, OTdS Lügde |
|        | Hunding                                    | Bayern                 | Gde |
|        | Hundshübel                                 | Sachsen                | OTdG Stützengrün |
|        | Hüttenrode                                 | Sachsen-Anhalt         | esG, OTdS Blankenburg (Harz) |
|        | Ilsede                                     | Niedersachsen          | Gde |
|        | Inzell                                     | Bayern                 | Gde |
|        | Issigau                                    | Bayern                 | Gde |
|        | Johanngeorgenstadt                         | Sachsen                | BS |
|        | Jöhstadt                                   | Sachsen                | KS |
|        | Kaden                                      | Rheinland-Pfalz        | OGde |
|        | Kalk                                       | Nordrhein-Westfalen    | esS, STv Köln |
|        | Kamp-Lintfort                              | Nordrhein-Westfalen    | S |
|        | Kamsdorf                                   | Thüringen              | Gde |
|        | Katzwinkel (Sieg)                          | Rheinland-Pfalz        | OGde |
|        | Kaub                                       | Rheinland-Pfalz        | S |
|        | Kautenbach                                 | Rheinland-Pfalz        | OTdS Traben-Trarbach |
|        | Kettenhausen                               | Rheinland-Pfalz        | OGde |
|        | Kittelsthal                                | Thüringen              | esG, OTdS Ruhla |
|        | Klein Döhren                               | Niedersachsen          | OTdG Liebenburg |
|        | Kleinbodungen                              | Thüringen              | OTdS Bleicherode |
|        | Kleusheim                                  | Nordrhein-Westfalen    | OTdS Olpe / „Auf silbernen Grund eine grüne, dreiastige Buche auf einem grünen Dreiberg, dem in Silber ein mit einem Schlägel ins Andreaskreuz gestellter Hammer auferlegt ist.“ |
|        | Klostermansfeld                            | Sachsen-Anhalt         | Gde |
|        | Kommern                                    | Nordrhein-Westfalen    | OTdS Mechernich |
|        | Königshütte                                | Sachsen-Anhalt         | OTdS Oberharz am Brocken |
|        | Krettnich                                  | Saarland               | STv Wadern |
|        | Kriebitzsch                                | Thüringen              | Gde |
|        | Kupferberg                                 | Bayern                 | S / Kupferberg zählte im 14. Jahrhundert zu den bedeutendsten Kupferabbaugebieten Europas. Der hiesige Bergbau ist wahrscheinlich über 1000 Jahre alt und wurde bis 1940 betrieben. |
|        | Landsweiler-Reden (Gem. Schiffweiler)      | Saarland               | esG |
|        | Laubuseschbach                             | Hessen                 | esG, OTdG Weilmünster |
|        | Laufach                                    | Bayern                 | Gde |
|        | Laurenburg                                 | Rheinland-Pfalz        | OGde |
|        | Leimbach                                   | Rheinland-Pfalz        | OGde |
|        | Lautenthal                                 | Niedersachsen          | esS, OTdS Langelsheim |
|        | Leinde                                     | Niedersachsen          | esG, OTdS Wolfenbüttel / ehem. Kalksteinbruch |
|        | Leitmar                                    | Nordrhein-Westfalen    | OTdS Marsberg |
|        | Lengefeld                                  | Sachsen                | BS |
|        | Limbach                                    | Saarland               | esG, OTdG Kirkel |
|        | Limbach                                    | Rheinland-Pfalz        | OGde / Schieferabbau |
|        | Lindenschied                               | Rheinland-Pfalz        | OGde |
|        | Lindwedel                                  | Niedersachsen          | Gde |
|        | Kreis Lobenstein                           | Thüringen              | eLK / Wappen enthielt von 1952 bis 1990 schwarzen Schlägel und Eisen |
|        | Löbichau                                   | Thüringen              | Gde |
|        | Lohsa                                      | Sachsen                | Gde |
|        | Lübtheen                                   | Mecklenburg-Vorpommern | KS |
|        | Malstatt-Burbach                           | Saarland               | OtdS Saarbrücken |
|        | Malliß                                     | Mecklenburg-Vorpommern | Gde |
|        | Manebach                                   | Thüringen              | OTdS Ilmenau |
|        | Landkreis Mansfeld-Südharz                 | Sachsen-Anhalt         | LK |
|        | Mansfelder Grund-Helbra                    | Sachsen-Anhalt         | VGde |
|        | Landkreis Mansfelder Land                  | Sachsen-Anhalt         | eLK |
|        | Mansfelder Seekreis                        | Sachsen-Anhalt         | eLK |
|        | Marienberg                                 | Sachsen                | GKrS |
|        | Marienberg                                 | Sachsen                | GKrS / ehem. Stadtwappen |
|        | Marienhagen                                | Niedersachsen          | Gde |
|        | Marktgölitz                                | Thüringen              | esG, OTdG Probstzella |
|        | Marl                                       | Nordrhein-Westfalen    | GKrS |
|        | Marzhausen                                 | Rheinland-Pfalz        | OGde |
|        | Mausbach                                   | Nordrhein-Westfalen    | esG, OTdS Stolberg |
|        | Maxhütte-Haidhof                           | Bayern                 | S |
|        | Mechernich                                 | Nordrhein-Westfalen    | S |
|        | Mehlmeisel                                 | Bayern                 | Gde |
|        | Meiderich                                  | Nordrhein-Westfalen    | esG, STv Duisburg |
|        | Memleben                                   | Sachsen-Anhalt         | OtdG Kaiserpfalz |
|        | Merkers-Kieselbach                         | Thüringen              | Gde |
|        | Mesmerode                                  | Niedersachsen          | OTdS Wunstorf |
|        | Messinghausen                              | Nordrhein-Westfalen    | esG, STv Brilon |
|        | Meuselwitz                                 | Thüringen              | S |
|        | Mildenau                                   | Sachsen                | Gde |
|        | Mittelbexbach (Innenstadt von Bexbach)     | Saarland               | STv Bexbach, siehe oben |
|        | Mittelreidenbach                           | Rheinland-Pfalz        | OGde |
|        | Landkreis Mittelsachsen                    | Sachsen                | LK |
|        | Mittlerer Erzgebirgskreis                  | Sachsen                | eLK |
|        | Möhlau                                     | Sachsen-Anhalt         | esG, OTdS Gräfenhainichen |
|        | Morbach                                    | Rheinland-Pfalz        | OTdG Niederkirchen (Westpfalz) / in einem dreigespaltenen Schild rechts auf schwarzem Hintergrund silbernes Schlägel und Eisen, links auf grünem Hintergrund eine silberne Rose, in der Mitte auf silbernem Hintergrund ein grün/roter Rohrkolben |
|        | Morgenröthe-Rautenkranz                    | Sachsen                | esG, OTdG Muldenhammer |
|        | Muldenhammer                               | Sachsen                | Gde |
|        | Münstertal/Schwarzwald                     | Baden-Württemberg      | Gde |
|        | Landkreis Naila                            | Bayern                 | eLK |
|        | Nanzenbach                                 | Hessen                 | esG, OTdS Dillenburg |
|        | Neindorf                                   | Niedersachsen          | OTdG Denkte |
|        | Neitersen                                  | Rheinland-Pfalz        | OGde |
|        | Nentershausen                              | Hessen                 | Gde |
|        | Neu-Büddenstedt                            | Niedersachsen          | OTdG Büddenstedt, siehe oben |
|        | Neubulach                                  | Baden-Württemberg      | S |
|        | Neudorf                                    | Sachsen-Anhalt         | OTdS Harzgerode |
|        | Neuerkirch                                 | Rheinland-Pfalz        | OGde |
|        | Neuhaus-Schierschnitz                      | Thüringen              | Gde |
|        | Neuhof                                     | Hessen                 | Gde |
|        | Neukyhna                                   | Sachsen                | esG, OTdG Wiedemar / als Symbol der im Ort vorherrschenden Schmiedekunst noch belegt mit einer Schmiedezange. |
|        | Neunkirchen                                | Rheinland-Pfalz        | OGde |
|        | Neunkirchen (Saar)                         | Saarland               | KrS |
|        | Neuölsburg                                 | Niedersachsen          | esG, OTdG Ilsede |
|        | Neuwürschnitz                              | Sachsen                | esG, OTdS Oelsnitz/Erzgeb. / in einem ungeteilten Schild ein schwarzer Acker auf silbernem Grund, darin ein silbernes Schlägel und Eisen, darüber ein schwarzer Pflug |
|        | Newel                                      | Rheinland-Pfalz        | OGde |
|        | Niederdreisbach                            | Rheinland-Pfalz        | OGde |
|        | Niedersprockhövel                          | Nordrhein-Westfalen    | OTdS Sprockhövel |
|        | Niedersteinebach                           | Rheinland-Pfalz        | OGde |
|        | Niederwürschnitz                           | Sachsen                | Gde |
|        | Nienstädt / SGde Nienstädt                 | Niedersachsen          | Gde / SGde |
|        | Nistertal                                  | Rheinland-Pfalz        | OGde |
|        | Nitzlbuch                                  | Bayern                 | OtdS Auerbach in der Oberpfalz / u. a. goldenes Schlägel und Eisen mit silbernen Helmen |
|        | Norath                                     | Rheinland-Pfalz        | OGde |
|        | Nord-Elm                                   | Niedersachsen          | SGde |
|        | Nothweiler                                 | Rheinland-Pfalz        | OGde |
|        | Oberbexbach                                | Saarland               | esG, STv Bexbach, siehe oben |
|        | Obere Aller                                | Sachsen-Anhalt         | VGde |
|        | Oberes Glantal                             | Rheinland-Pfalz        | VGde |
|        | Oberharz am Brocken                        | Sachsen-Anhalt         | S |
|        | Oberhausen                                 | Nordrhein-Westfalen    | GS |
|        | Oberhohndorf                               | Sachsen                | STv Zwickau |
|        | Oberlahr                                   | Rheinland-Pfalz        | OGde |
|        | Oberndorf                                  | Hessen                 | esG, STv Solms / u. a. rotes Schlägel und Eisen |
|        | Oberscheld                                 | Hessen                 | esG, STv Dillenburg |
|        | Obersteinebach                             | Rheinland-Pfalz        | OGde |
|        | Oberwiesenthal                             | Sachsen                | S |
|        | Oechsen                                    | Thüringen              | Gde |
|        | Oelsnitz/Erzgeb.                           | Sachsen                | S |
|        | Oer-Erkenschwick                           | Nordrhein-Westfalen    | S |
|        | Oker                                       | Niedersachsen          | esS, OTdS Goslar |
|        | Oldenrode                                  | Niedersachsen          | OTdG Kalefeld / u. a. schwarzes Schlägel und Eisen vor rotem Hintergrund |
|        | Ölsburg                                    | Niedersachsen          | OTdG Ilsede |
|        | Oppen                                      | Saarland               | OTdG Beckingen / Kupfer- und Eisenerzbergbau. Blasonierung altes Wappen: „Durch grünes Wellenband schräg links geteilt, oben in Silber ein rotes Kreuz, unten in Silber auf zwei goldenen Ähren ein schwarzes Schlägel und Eisen, darüber ein grünes Blatt.“ (Wappengebung für altes und aktuelles Wappen unbekannt, aktuell ohne Schlägel und Eisen.)                                                                                        |
|        | Osterfeld                                  | Nordrhein-Westfalen    | esS, STv Oberhausen |
|        | Osternienburg                              | Sachsen-Anhalt         | esG, OTdG Osternienburger Land |
|        | Osterwald                                  | Niedersachsen          | esG, OTdG Salzhemmendorf |
|        | Peißenberg                                 | Bayern                 | Mkt |
|        | Pelkum                                     | Nordrhein-Westfalen    | OtdS Hamm / „Ledig von rot, darin ein goldener unten gezinnter Balken, darunter goldenes Schlägel und Eisen, darunter eine goldene Pfahldeichsel.“ |
|        | Pennewitz                                  | Thüringen              | Gde |
|        | Penzberg                                   | Bayern                 | S |
|        | Pesterwitz                                 | Sachsen                | esG, STv Freital |
|        | Planitz                                    | Sachsen                | esS, STv Zwickau / Steinkohlenbergbau vom 11. bis ins 20. Jh. „In Rot auf silbernem Berg ein silberner Rechen, vorn ein schwarzes Schlägel und Eisen, hinten ein goldener Bienenkorb umgeben von neun Bienen.“ |
|        | Pleckhausen                                | Rheinland-Pfalz        | OGde |
|        | Plessa                                     | Brandenburg            | Amt |
|        | Plessa                                     | Brandenburg            | Gde |
|        | Pluwig                                     | Rheinland-Pfalz        | OGde |
|        | Pobershau                                  | Sachsen                | esG, OTdS Marienberg, siehe oben / Gezähe auf Gürtelschließe |
|        | Poppenricht                                | Bayern                 | Gde |
|        | Pottiga                                    | Thüringen              | Gde |
|        | Pracht                                     | Rheinland-Pfalz        | OGde |
|        | Pretzien                                   | Sachsen-Anhalt         | esG, OTdS Schönebeck (Elbe) |
|        | Rammelsbach                                | Rheinland-Pfalz        | OGde / seit über 100 Jahren Hartsteingewinnung im Melaphyrsteinbruch. |
|        | Ramsbeck                                   | Nordrhein-Westfalen    | esG, OTdG Bestwig |
|        | Ramsin                                     | Sachsen-Anhalt         | esG, OTdS Sandersdorf-Brehna, siehe unten |
|        | Rathsweiler                                | Rheinland-Pfalz        | OGde |
|        | Reckershausen                              | Rheinland-Pfalz        | OGde |
|        | Rehungen                                   | Thüringen              | esG, OTdG Sollstedt |
|        | Reinhardtsgrimma                           | Sachsen                | esG, OTdS Glashütte / die ehemals selbständige Gemeinde ist heute Ortsteil der Stadt Glashütte; siehe oben |
|        | Remlingen                                  | Niedersachsen          | OTdG Remlingen-Semmenstedt |
|        | Reyershausen                               | Niedersachsen          | OTdG Bovenden |
|        | Rheinbreitbach                             | Rheinland-Pfalz        | OGde |
|        | Riefensbeek-Kamschlacken                   | Niedersachsen          | esG, STv Osterode am Harz |
|        | Rietschen                                  | Sachsen                | Gde |
|        | Röcknitz                                   | Sachsen                | esG, OTdG Thallwitz |
|        | Roitzsch                                   | Sachsen-Anhalt         | esG, OTdS Sandersdorf-Brehna, siehe oben |
|        | Rommerode                                  | Hessen                 | esG, OTdS Großalmerode |
|        | Ronneburg                                  | Thüringen              | KS |
|        | Rosenberg                                  | Bayern                 | esG, OTdS Sulzbach-Rosenberg |
|        | Rosenheim (Altenkirchen)                   | Rheinland-Pfalz        | OGde |
|        | Rossau                                     | Sachsen                | Gde |
|        | Landkreis Rothenburg (Ob. Laus.)           | Sachsen                | eLK |
|        | Rottbitze                                  | Nordrhein-Westfalen    | OTdS Aegidienberg / Bad Honnef |
|        | Rüdersdorf bei Berlin                      | Brandenburg            | Gde |
|        | Ruschberg                                  | Rheinland-Pfalz        | OGde |
|        | Saaldorf                                   | Thüringen              | esG, STv Bad Lobenstein / Eisenerzbergbau. Blasonierung: „Ledig von Blau, unter zwei silbernen gekreuzten Flößerhaken schwarzes Schlägel und Eisen.“ |
|        | Saarbrücken                                | Saarland               | Landeshauptstadt |
|        | Sachsen-Anhalt                             | Sachsen-Anhalt         | Bundesland / Land der SBZ bzw. der DDR, in Verwendung von 1948 bis 1952; Schlägel und Eisen als aufgelöstes Bergmannszeichen in der Bekrönung |
|        | Landkreis Sächsische Schweiz-Osterzgebirge | Sachsen                | LK / der Verwaltungssitz des Landkreises ist in Pirna; Schlägel und Eisen übernommen aus dem Wappen des Weißeritzkreises; siehe unten |
|        | Salzgitter                                 | Niedersachsen          | GS |
|        | Sandersdorf                                | Sachsen-Anhalt         | S |
|        | Sankt Andreasberg                          | Niedersachsen          | esS, OTdS Braunlage |
|        | Sankt Barbara                              | Saarland               | esG, OTdG Wallerfangen |
|        | Sankt Ingbert                              | Saarland               | S |
|        | Scheibenberg                               | Sachsen                | BS |
|        | Schiffweiler                               | Saarland               | Gde |
|        | Schipkau                                   | Brandenburg            | Gde |
|        | Schmalzerode                               | Sachsen-Anhalt         | OTdS Lutherstadt Eisleben |
|        | Schmiedebach                               | Thüringen              | OTdS Lehesten / Blasonierung: „Schräg geteilt, oben in Silber eine grüne Tanne, unten in rot auf blauem Stein goldenes Schlägel und Eisen.“ |
|        | Schmiedeberg                               | Sachsen                | esG, OTdS Dippoldiswalde |
|        | Schmitten                                  | Hessen                 | Gde |
|        | Schnaudertal                               | Sachsen-Anhalt         | Gde |
|        | Schneeberg                                 | Sachsen                | S |
|        | Schönau (Pfalz)                            | Rheinland-Pfalz        | OGde |
|        | Schöneberg                                 | Rheinland-Pfalz        | OGde |
|        | Schönheide                                 | Sachsen                | Gde |
|        | Schutzbach                                 | Rheinland-Pfalz        | OGde |
|        | Schwalbach                                 | Saarland               | Gde |
|        | Sechshelden                                | Hessen                 | esG, STv Haiger |
|        | Seegebiet Mansfelder Land                  | Sachsen-Anhalt         | Gde |
|        | Seelingstädt                               | Thüringen              | Gde |
|        | Seifen                                     | Rheinland-Pfalz        | OGde |
|        | Seiffen/Erzgeb.                            | Sachsen                | Gde / Blasonierung: „Bergältester mit Erztrog und Handstück, vor dem rechten Bein ein Schild mit Schlägel und Eisen.“ |
|        | Selbach (Sieg)                             | Rheinland-Pfalz        | OGde |
|        | Selters (Taunus)                           | Hessen                 | Gde |
|        | Senftenberg                                | Brandenburg            | KrS |
|        | Sessenbach                                 | Rheinland-Pfalz        | OGde |
|        | Sieber                                     | Niedersachsen          | OTdS Herzberg am Harz |
|        | Siegbach                                   | Hessen                 | Gde |
|        | Siehdichum                                 | Brandenburg            | Gde |
|        | Sigmaringendorf                            | Baden-Württemberg      | Gde |
|        | Solms                                      | Hessen                 | S |
|        | Sommerkahl                                 | Bayern                 | Gde |
|        | Sornzig-Ablaß                              | Sachsen                | esG, OTdS Mügeln |
|        | Sosa                                       | Sachsen                | esG, OTdS Eibenstock |
|        | Spreetal                                   | Sachsen                | Gde |
|        | Sprockhövel                                | Nordrhein-Westfalen    | S |
|        | Stahlberg                                  | Rheinland-Pfalz        | OGde |
|        | Steeden                                    | Hessen                 | esG, STv Runkel |
|        | Steinbach am Glan                          | Rheinland-Pfalz        | OGde |
|        | Steinberg am See                           | Bayern                 | Gde |
|        | Steinebach/Sieg                            | Rheinland-Pfalz        | OGde |
|        | Stetten                                    | Baden-Württemberg      | esG, STv Haigerloch |
|        | Stiege                                     | Sachsen-Anhalt         | esG, OTdS Oberharz am Brocken |
|        | Stockheim                                  | Bayern                 | Gde |
|        | Straßberg                                  | Sachsen-Anhalt         | esG, OTdS Harzgerode |
|        | Striegistal                                | Sachsen                | Gde |
|        | Stulln                                     | Bayern                 | Gde |
|        | Sulzbach/Saar                              | Saarland               | S |
|        | Süplingen                                  | Sachsen-Anhalt         | Gde |
|        | Tambach-Dietharz                           | Thüringen              | KS |
|        | Tangerhütte                                | Sachsen-Anhalt         | KS |
|        | Theißen                                    | Sachsen-Anhalt         | OTdS Zeitz |
|        | Thomm                                      | Rheinland-Pfalz        | OGde |
|        | Thum                                       | Sachsen                | S |
|        | Tiefenbach                                 | Sachsen                | esG / die Orte von Tiefenbach gehören heute zu Striegistal, welches ebenfalls Schlägel und Eisen im Wappen zeigt; siehe oben |
|        | Tiefenbach                                 | Hessen                 | esG, OTdS Braunfels |
|        | Tiefenbach                                 | Rheinland-Pfalz        | OGde |
|        | Titting                                    | Bayern                 | Mkt / Schlegel und Meißel weisen auf den Abbau und die Weiterverarbeitung von Juramarmor zu einem wertvollen Baumaterial hin. |
|        | Todtnau                                    | Baden-Württemberg      | S |
|        | Tollwitz                                   | Sachsen-Anhalt         | esG, OTdS Bad Dürrenberg |
|        | Töpen                                      | Bayern                 | Gde |
|        | Torgelow                                   | Mecklenburg-Vorpommern | S |
|        | Traßlberg                                  | Bayern                 | esG, OTdG Poppenricht, siehe oben |
|        | Trautenstein                               | Sachsen-Anhalt         | esG, OTdS Oberharz am Brocken, siehe oben |
|        | Trusetal                                   | Thüringen              | esG, S Brotterode-Trusetal, siehe oben |
|        | Ückendorf                                  | Nordrhein-Westfalen    | esG, STv Gelsenkirchen |
|        | Unterammergau                              | Bayern                 | Gde |
|        | Unterbreizbach                             | Thüringen              | Gde |
|        | Unterharz                                  | Sachsen-Anhalt         | eVG / die ehemalige Verwaltungsgemeinschaft Unterharz ging in der Stadt Harzgerode, deren Wappen ebenfalls Schlägel und Eisen zeigt, auf; siehe oben |
|        | Unterwellenborn                            | Thüringen              | Gde |
|        | Vielau                                     | Sachsen                | OTdG Reinsdorf |
|        | Völklingen                                 | Saarland               | S |
|        | Völksen                                    | Niedersachsen          | OTdS Springe |
|        | Völpke                                     | Sachsen-Anhalt         | Gde |
|        | Volpriehausen                              | Niedersachsen          | esG, OTdS Uslar |
|        | Vordorf                                    | Bayern                 | esG, OTdG Tröstau |
|        | Wackersdorf                                | Bayern                 | Gde |
|        | Wald                                       | Nordrhein-Westfalen    | esS, STv Solingen |
|        | Waldalgesheim                              | Rheinland-Pfalz        | OGde |
|        | Waldmohr                                   | Rheinland-Pfalz        | eVGde |
|        | Walhausen                                  | Saarland               | OTdG Nohfelden |
|        | Wasseralfingen                             | Baden-Württemberg      | esS, STv Aalen |
|        | Wathlingen                                 | Niedersachsen          | Gde |
|        | Wedern                                     | Saarland               | STv Wadern |
|        | Wefensleben                                | Sachsen-Anhalt         | Gde |
|        | Weiden                                     | Rheinland-Pfalz        | OGde |
|        | Landkreis Weilheim in Oberbayern           | Bayern                 | eLK |
|        | Landkreis Weilheim-Schongau                | Bayern                 | LK |
|        | Weira                                      | Thüringen              | Gde |
|        | Weißandt-Gölzau                            | Sachsen-Anhalt         | esG, OTdS Südliches Anhalt |
|        | Landkreis Weißenfels                       | Sachsen-Anhalt         | eLK / in Verwendung 1994 bis 2007 |
|        | Weißeritzkreis                             | Sachsen                | eLK / Verwaltungssitz war in Dippoldiswalde |
|        | Weißwasser/Oberlausitz                     | Sachsen                | GKrS |
|        | Welkenbach                                 | Rheinland-Pfalz        | OGde |
|        | Wellen                                     | Rheinland-Pfalz        | OGde |
|        | Welzow                                     | Brandenburg            | S |
|        | Wendelstein                                | Sachsen-Anhalt         | OTdG Kaiserpfalz |
|        | Wennigser Mark                             | Niedersachsen          | OTdG Wennigsen (Deister) |
|        | Westeregeln                                | Sachsen-Anhalt         | esG, OTdG Börde-Hakel |
|        | Westerholt                                 | Nordrhein-Westfalen    | STv Herten |
|        | Westerngrund                               | Bayern                 | Gde |
|        | Weyer                                      | Rheinland-Pfalz        | OGde |
|        | Wilkau-Haßlau                              | Sachsen                | KS |
|        | Wimbach                                    | Rheinland-Pfalz        | OGde |
|        | Wintersberg-Höhe                           | Nordrhein-Westfalen    | OTdS Aegidienberg / Bad Honnef |
|        | Wintersdorf                                | Thüringen              | esG, OTdS Meuselwitz, siehe oben |
|        | Wittmar                                    | Niedersachsen          | Gde |
|        | Wohnstadt                                  | Saarland               | OTdG Überherrn |
|        | Wolfen                                     | Sachsen-Anhalt         | esG, STv Bitterfeld-Wolfen |
|        | Wolsdorf                                   | Niedersachsen          | Gde |
|        | Würselen                                   | Nordrhein-Westfalen    | S |
|        | Zellerfeld                                 | Niedersachsen          | eBS, OTdS Clausthal-Zellerfeld, siehe oben |
|        | Zella-Mehlis                               | Thüringen              | S |
|        | Zielitz                                    | Sachsen-Anhalt         | Gde |
|        | Zorge                                      | Niedersachsen          | Gde |
|        | Kreis Zschopau                             | Sachsen                | eLK |
|        | Landkreis Zwickau                          | Sachsen                | eLK / „In einem ährenumkränzten schwarzen Rundschild silbernes Schlägel und Eisen.“ Wappengebung 1947 |

## Österreich
| Wappen | Stadt/Gemeinde                | Bezirk               | Bundesland       | Beschreibung / Anmerkung |
| ------ | ----------------------------- | -------------------- | ---------------- | --- |
|        | Altaussee                     | Liezen               | Steiermark       | |
|        | Ampflwang im Hausruckwald     | Vöcklabruck          | Oberösterreich   | |
|        | Arzberg                       | Weiz                 | Steiermark       | esG, seit 2015 OTdG Passail |
|        | Bad Bleiberg                  | Villach-Land         | Kärnten          | Im heutigen Gemeindegebiet wurden seit dem zweiten Viertel des 14. Jahrhunderts Blei und Zink abgebaut. Die älteste Knappenfahne der Welt gilt ist im Bad Bleiberger Bergbaumuseum „Terra Mystica“ zu besichtigen.                    |
|        | Bad Häring                    | Kufstein             | Tirol            | |
|        | Bad Hofgastein                | St. Johann im Pongau | Salzburg         | |
|        | Bartholomäberg                | Bludenz              | Vorarlberg       | Bereits in der karolingischen Zeit wurde hier Bergbau betrieben und im Jahr 1319 ist bereits ein Silberbergwerk nachgewiesen. Dokumentiert ist der bis ins 16. Jahrhundert erfolgreich betriebene Bergbau (Eisen, Kupfer und Silber). |
|        | Biberwier                     | Reutte               | Tirol            | |
|        | Breitenau am Hochlantsch      | Bruck-Mürzzuschlag   | Steiermark       | |
|        | Dalaas                        | Bludenz              | Vorarlberg       | |
|        | Dellach im Drautal            | Spittal an der Drau  | Kärnten          | Der Bergbau hatte lange Zeit für das ganze Drautal und besonders für Dellach eine große Bedeutung. Im Gemeindegebiet bestanden einst vier Bergbaue, in der Blütezeit gingen jährlich bis zu 2000 Zentner Zink auf Flößen drauabwärts. |
|        | Dellach im Gailtal            | Hermagor             | Kärnten          | Im Wappen symbolisiert das Bergwerkszeichen die früher hier ansässige Montanindustrie; in der Nähe der Siedlung wurden Kupferschmelzhöhlen entdeckt, die für die Jahre 600 bis 400 v. Chr. eine blühende Kultur bezeugen.             |
|        | Enzenreith                    | Neunkirchen          | Niederösterreich | |
|        | Fohnsdorf                     | Murtal               | Steiermark       | Der Wodzicky-Schacht war mit einer Tiefe von über 1000 Metern der tiefste Braunkohlebergbau der Welt. |
|        | Gallzein                      | Schwaz               | Tirol            | |
|        | Gitschtal                     | Hermagor             | Kärnten          | Ab dem 16. Jahrhundert wurden im Gitschtal Edelmetalle und später Eisenerz abgebaut. |
|        | Gresten                       | Scheibbs             | Niederösterreich | |
|        | Großkirchheim                 | Spittal an der Drau  | Kärnten          | Bereits zur Zeit der Kelten und der Römer in Kärnten wurde in den Hohen Tauern Gold abgebaut. Der Abbau von Edelmetallen erlebte hier im Mittelalter und ab Ende des 15. Jahrhunderts seine Blütezeit.                                |
|        | Grünbach am Schneeberg        | Neunkirchen          | Niederösterreich | |
|        | Hohe Wand                     | Wiener Neustadt      | Niederösterreich | |
|        | Höflein an der Hohen Wand     | Neunkirchen          | Niederösterreich | |
|        | Hüttschlag                    | St. Johann im Pongau | Salzburg         | |
|        | Karres                        | Imst                 | Tirol            | |
|        | Kleinzell                     | Lilienfeld           | Niederösterreich | |
|        | Landl                         | Liezen               | Steiermark       | |
|        | Langau                        | Horn                 | Niederösterreich | |
|        | Loich                         | Sankt Pölten         | Niederösterreich | |
|        | Maria Lankowitz               | Voitsberg            | Steiermark       | |
|        | Mariasdorf                    | Oberwart             | Burgenland       | |
|        | Mieders                       | Innsbruck-Land       | Tirol            | |
|        | Mühlbach am Hochkönig         | St. Johann im Pongau | Salzburg         | |
|        | Neusiedl an der Zaya          | Gänserndorf          | Niederösterreich | |
|        | Parschlug                     | Bruck-Mürzzuschlag   | Steiermark       | esG, seit 2015 OTdS Kapfenberg |
|        | Payerbach                     | Neunkirchen          | Niederösterreich | |
|        | Pflach                        | Reutte               | Tirol            | |
|        | Pitschgau                     | Deutschlandsberg     | Steiermark       | esG, seit 2015 OTdG Eibiswald |
|        | Pölfing-Brunn                 | Deutschlandsberg     | Steiermark       | |
|        | Puchenstuben                  | Scheibbs             | Niederösterreich | |
|        | Rabenwald                     | Hartberg-Fürstenfeld | Steiermark       | esG, seit 2015 OTdG Pöllau |
|        | Radmer                        | Leoben               | Steiermark       | |
|        | Raggal                        | Bludenz              | Vorarlberg       | |
|        | Ratten                        | Weiz                 | Steiermark       | |
|        | Rauris                        | Zell am See          | Salzburg         | |
|        | Reichenau an der Rax          | Neunkirchen          | Niederösterreich | |
|        | Ritzing                       | Oberpullendorf       | Burgenland       | |
|        | Rohrmoos-Untertal             | Liezen               | Steiermark       | esG, seit 2015 OTdS Schladming |
|        | Sankt Jakob in Defereggen     | Lienz                | Tirol            | |
|        | Sankt Katharein an der Laming | Bruck-Mürzzuschlag   | Steiermark       | esG, seit 2015 OTdG Tragöß-Sankt Katharein |
|        | Sankt Lambrecht               | Murau                | Steiermark       | ehem. Gemeindewappen bis 2014 |
|        | Sankt Lambrecht               | Murau                | Steiermark       | Gemeindewappen seit 2016 |
|        | Sankt Martin im Sulmtal       | Deutschlandsberg     | Steiermark       | ehem. Gemeindewappen bis 2014 |
|        | Sankt Martin im Sulmtal       | Deutschlandsberg     | Steiermark       | Gemeindewappen seit 2015 |
|        | Sankt Pantaleon               | Braunau am Inn       | Oberösterreich   | |
|        | Scheifling                    | Murau                | Steiermark       | |
|        | Schladming                    | Liezen               | Steiermark       | |
|        | Schwaz                        | Schwaz               | Tirol            | Seit der Bronzezeit Kupferabbau, 1420–1827 Silberabbau, 15./16. Jhdt. größte Bergbaustadt und Silbermine Europas. |
|        | Stallehr                      | Bludenz              | Vorarlberg       | |
|        | Statzendorf                   | Sankt Pölten         | Niederösterreich | |
|        | Steinfeld                     | Spittal an der Drau  | Kärnten          | Für die wirtschaftliche Entwicklung Steinfelds war ab dem 15. Jahrhundert die Bergbauindustrie – zunächst der Abbau von Waschgold und Edelmetallen, später auch die Eisenverarbeitung – prägend.                                      |
|        | Stiwoll                       | Graz-Umgebung        | Steiermark       | |
|        | Ternitz                       | Neunkirchen          | Niederösterreich | |
|        | Thörl                         | Bruck-Mürzzuschlag   | Steiermark       | |
|        | Tösens                        | Landeck              | Tirol            | |
|        | Trattenbach                   | Neunkirchen          | Niederösterreich | |
|        | Trieben                       | Liezen               | Steiermark       | |
|        | Ulrichsberg                   | Rohrbach             | Oberösterreich   | |
|        | Unterkohlstätten              | Oberwart             | Burgenland       | |
|        | Unternberg                    | Tamsweg              | Salzburg         | |
|        | Wald am Schoberpaß            | Leoben               | Steiermark       | |
|        | Weißenbach bei Liezen         | Liezen               | Steiermark       | esG, seit 2015 OTdS Liezen |
|        | Wies                          | Deutschlandsberg     | Steiermark       | |
|        | Zillingdorf                   | Wiener Neustadt      | Niederösterreich | |

## Südtirol (Italien)
| Wappen | Stadt/Gemeinde   | Provinz          | Region            | Beschreibung / Anmerkung |
| ------ | ---------------- | ---------------- | ----------------- | --- |
|        | Brenner/Brennero | Bozen (Südtirol) | Trentino-Südtirol | |
|        | Prettau/Predoi   | Bozen (Südtirol) | Trentino-Südtirol | Möglicherweise schon in der Bronzezeit, sicher aber seit dem späten Mittelalter wurde in Prettau Kupferabbau betrieben. Teile des 1960 aufgegebenen Bergwerks dienen heute als Schaubergwerk des Südtiroler Bergbaumuseums |

## Wappen in anderen Ländern

### Belgien
| Wappen | Stadt/Gemeinde | Provinz | Region    | Beschreibung / Anmerkung                                    |
| ------ | -------------- | ------- | --------- | ----------------------------------------------------------- |
|        | Kelmis         | Lüttich | Wallonien | Gde / Ehem. Abbau von Galmei bereits im frühen Mittelalter. |

### Brasilien
| Wappen | Bundesstaat  | Beschreibung / Anmerkung |
| ------ | ------------ | ------------------------ |
|        | Minas Gerais |                          |

### Frankreich
| Wappen | Stadt/Gemeinde         | Département        | Region                  | Beschreibung / Anmerkung |
| ------ | ---------------------- | ------------------ | ----------------------- | ------------------------ |
|        | Auchel                 | Pas-de-Calais      | Hauts-de-France         |                          |
|        | Avion                  | Pas-de-Calais      | Hauts-de-France         |                          |
|        | Bruay-la-Buissière     | Pas-de-Calais      | Hauts-de-France         |                          |
|        | Burbure                | Pas-de-Calais      | Hauts-de-France         |                          |
|        | Cauchy-à-la-Tour       | Pas-de-Calais      | Hauts-de-France         |                          |
|        | Commentry              | Allier             | Auvergne-Rhône-Alpes    |                          |
|        | D’Huison-Longueville   | Essonne            | Île-de-France           |                          |
|        | Éleu-dit-Leauwette     | Pas-de-Calais      | Hauts-de-France         |                          |
|        | Firminy                | Loire              | Auvergne-Rhône-Alpes    |                          |
|        | La Croix-aux-Mines     | Vosges             | Grand Est               |                          |
|        | La Ricamarie           | Loire              | Auvergne-Rhône-Alpes    |                          |
|        | Le Chambon-Feugerolles | Loire              | Auvergne-Rhône-Alpes    |                          |
|        | Le Thillot             | Vosges             | Grand Est               |                          |
|        | Loos-en-Gohelle        | Pas-de-Calais      | Hauts-de-France         |                          |
|        | Ludres                 | Meurthe-et-Moselle | Grand Est               |                          |
|        | Marquise               | Pas-de-Calais      | Hauts-de-France         |                          |
|        | Montceau-les-Mines     | Saône-et-Loire     | Bourgogne-Franche-Comté |                          |
|        | Moosch                 | Haut-Rhin          | Grand Est               |                          |
|        | Nœux-les-Mines         | Pas-de-Calais      | Hauts-de-France         |                          |
|        | Osenbach               | Haut-Rhin          | Grand Est               |                          |
|        | Ottange                | Moselle            | Grand Est               |                          |
|        | Rouvroy                | Pas-de-Calais      | Hauts-de-France         |                          |
|        | Saint-Pierre-la-Palud  | Rhône              | Auvergne-Rhône-Alpes    |                          |
|        | Sainte-Marie-aux-Mines | Haut-Rhin          | Grand Est               |                          |
|        | Sourcieux-les-Mines    | Rhône              | Auvergne-Rhône-Alpes    |                          |
|        | Steinbach              | Haut-Rhin          | Grand Est               |                          |
|        | Stiring-Wendel         | Moselle            | Grand Est               |                          |

### Niederlande
| Wappen | Stadt/Gemeinde | Provinz | Beschreibung / Anmerkung                                                      |
| ------ | -------------- | ------- | ----------------------------------------------------------------------------- |
|        | Eygelshoven    | Limburg | STv Kerkrade / Steinkohlegewinnung in der ersten Hälfte des 20. Jahrhunderts. |
|        | Kerkrade       | Limburg | Gde                                                                           |

### Norwegen
| Wappen | Ortsname / Verwaltungsgebiet | Region    | Beschreibung / Anmerkung |
| ------ | ---------------------------- | --------- | ------------------------ |
|        | Røros                        | Trøndelag |                          |

### Polen
| Wappen | Stadt/Gemeinde/Ortschaft        | Woiwodschaft    | Beschreibung / Anmerkung |
| ------ | ------------------------------- | --------------- | --- |
|        | Bogatynia                       | Niederschlesien | |
|        | Boguszów (ehem.)                | Niederschlesien | siehe auch Boguszów-Gorce |
|        | Brzeziny Śląskie                | Schlesien       | siehe auch Piekary Śląskie |
|        | Ciechanowice                    | Niederschlesien | |
|        | Czerwionka-Leszczyny            | Schlesien       | |
|        | Boguszów-Gorce (ehem.)          | Niederschlesien | siehe auch Boguszów-Gorce |
|        | Jastrzębie-Zdrój                | Schlesien       | |
|        | Kamienna Góra (Landgemeinde)    | Niederschlesien | |
|        | Kolonia Fryderyka               | Schlesien       | Kolonie Friedrich, entstanden aus der Werkssiedlung der Grube Friedrich.                                                                                              |
|        | Królewska Huta (ehem.)          | Schlesien       | siehe auch Wappen von Chorzów |
|        | Srebrna Góra (ehem. Silberberg) | Niederschlesien | |
|        | Starachowice                    | Heiligkreuz     | |
|        | Świętochłowice                  | Schlesien       | Das Wappen (seit 1995) zeigt rechts oben goldene, gekreuzte Schlägel und Eisen. Diese Bergmannsutensilien weisen auf die Bedeutung des Bergbaus in dieser Region hin. |
|        | Tarnowskie Góry                 | Schlesien       | |
|        | Tworóg                          | Schlesien       | |
|        | Tychy (ehem.)                   | Schlesien       | |
|        | Wapno                           | Großpolen       | |
|        | Wojcieszów                      | Niederschlesien | |
|        | Zagłębie Dąbrowskie             | Schlesien       | |
|        | Złotoryjski                     | Niederschlesien | Lkr |
|        | Złoty Stok (ehem. Reichenstein) | Niederschlesien | |

### Rumänien
| Wappen | Ortsname / Verwaltungsgebiet | (Historische) Region | Beschreibung / Anmerkung |
| ------ | ---------------------------- | -------------------- | ------------------------ |
|        | Anina                        | Banat                |                          |
|        | Caraș-Severin (Kreis)        | Banat                |                          |
|        | Caraș-Severin (ehem. Kreis)  | Banat                |                          |
|        | Lupeni                       | Siebenbürgen         |                          |
|        | Moldova Nouă                 | Banat                |                          |
|        | Rusca Montană                | Banat                |                          |

### Russland
| Wappen | Ortsname / Verwaltungsgebiet | (Historische) Region | Beschreibung / Anmerkung |
| ------ | ---------------------------- | -------------------- | ------------------------ |
|        | Schachty                     | Oblast Rostow        |                          |

### Schweden
| Wappen | Ortsname / Verwaltungsgebiet | Provinz     | Beschreibung / Anmerkung |
| ------ | ---------------------------- | ----------- | ------------------------ |
|        | Sala                         | Västmanland |                          |

### Slowakei
| Wappen | Ortsname / Verwaltungsgebiet | Region (kraj)        | Beschreibung / Anmerkung |
| ------ | ---------------------------- | -------------------- | ------------------------ |
|        | Baláže                       | Banskobystrický kraj |                          |
|        | Banská Belá                  | Banskobystrický kraj | BS                       |
|        | Dobšiná                      | Košický kraj         |                          |
|        | Henclová                     | Košický kraj         |                          |
|        | Hliník nad Hronom            | Banskobystrický kraj |                          |
|        | Hodruša-Hámre                | Banskobystrický kraj |                          |
|        | Hronec                       | Banskobystrický kraj |                          |
|        | Jasov                        | Košický kraj         | BS                       |
|        | Kavečany                     | Košický kraj         |                          |
|        | Kremnické Bane               | Banskobystrický kraj |                          |
|        | Kunešov                      | Banskobystrický kraj |                          |
|        | Liptovský Hrádok             | Žilinský kraj        |                          |
|        | Lovinobaňa                   | Banskobystrický kraj |                          |
|        | Ľubietová                    | Banskobystrický kraj | BS                       |
|        | Lúčky (Žiar nad Hronom)      | Banskobystrický kraj |                          |
|        | Medzev                       | Košický kraj         |                          |
|        | Motyčky                      | Banskobystrický kraj |                          |
|        | Nová Baňa                    | Banskobystrický kraj | BS                       |
|        | Osrblie                      | Banskobystrický kraj |                          |
|        | Poniky                       | Banskobystrický kraj |                          |
|        | Pukanec                      | Nitriansky kraj      | BS                       |
|        | Rožňava                      | Košický kraj         | BS                       |
|        | Smolník                      | Košický kraj         | BS                       |
|        | Špania Dolina                | Banskobystrický kraj |                          |
|        | Spišská Nová Ves             | Košický kraj         | BS                       |
|        | Štiavnické Bane              | Banskobystrický kraj |                          |
|        | Štós                         | Košický kraj         |                          |
|        | Švedlár                      | Košický kraj         |                          |
|        | Turecká                      | Banskobystrický kraj |                          |
|        | Veľký Krtíš                  | Banskobystrický kraj |                          |
|        | Vyšný Medzev                 | Košický kraj         |                          |
|        | Žakarovce                    | Košický kraj         |                          |

### Tschechien
| Wappen | Ortsname / Verwaltungsgebiet | Region (kraj)        | Beschreibung / Anmerkung                                                                                        |
| ------ | ---------------------------- | -------------------- | --- |
|        | Abertamy                     | Karlovarský kraj     | BS |
|        | Adamov u Českých Budějovic   | Jihočeský kraj       | BS |
|        | Albrechtice u Českého Těšína | Moravskoslezský kraj | |
|        | Andělská Hora ve Slezsku     | Moravskoslezský kraj | |
|        | Babice u Rosic               | Jihomoravský kraj    | |
|        | Bělá (okres Havlíčkův Brod)  | Kraj Vysočina        | |
|        | Boží Dar                     | Karlovarský kraj     | BS |
|        | Božičany                     | Karlovarský kraj     | |
|        | Brandýsek                    | Středočeský kraj     | |
|        | Břidličná                    | Moravskoslezský kraj | |
|        | Bublava                      | Karlovarský kraj     | |
|        | Bukovany u Sokolova          | Karlovarský kraj     | |
|        | Černá v Pošumaví             | Jihočeský kraj       | |
|        | Černý Důl                    | Královéhradecký kraj | |
|        | Choltice                     | Pardubický kraj      | |
|        | Chodov                       | Karlovarský kraj     | |
|        | Chotilsko                    | Středočeský kraj     | |
|        | Chrustenice                  | Středočeský kraj     | |
|        | Chvaletice                   | Pardubický kraj      | |
|        | Citice                       | Karlovarský kraj     | |
|        | Dasnice                      | Karlovarský kraj     | |
|        | Dolní Dvůr                   | Královéhradecký kraj | |
|        | Dolní Nivy                   | Karlovarský kraj     | |
|        | Dolní Rožínka                | Kraj Vysočina        | |
|        | Dolní Rychnov                | Karlovarský kraj     | |
|        | Doubrava u Orlové            | Moravskoslezský kraj | |
|        | Fryšava pod Žákovou horou    | Kraj Vysočina        | |
|        | Hamry nad Sázavou            | Kraj Vysočina        | |
|        | Havířov                      | Moravskoslezský kraj | |
|        | Holoubkov                    | Plzeňský kraj        | siehe auch Krušná hora                                                                                          |
|        | Hora Svaté Kateřiny          | Ústecký kraj         | BS |
|        | Hora Svatého Šebestiána      | Ústecký kraj         | BS |
|        | Horní Jiřetín                | Ústecký kraj         | |
|        | Horní Kalná                  | Královéhradecký kraj | |
|        | Horní Město                  | Moravskoslezský kraj | BS |
|        | Horní Slavkov                | Karlovarský kraj     | BS |
|        | Hory                         | Karlovarský kraj     | |
|        | Hostěnice                    | Jihomoravský kraj    | |
|        | Hostomice nad Bílinou        | Ústecký kraj         | |
|        | Hrob                         | Ústecký kraj         | BS |
|        | Hůrky                        | Plzeňský kraj        | |
|        | Hůry                         | Jihočeský kraj       | |
|        | Jáchymov                     | Karlovarský kraj     | BS |
|        | Janov u Krnova               | Moravskoslezský kraj | BS |
|        | Javůrek                      | Jihomoravský kraj    | |
|        | Jenišov                      | Karlovarský kraj     | |
|        | Jindřichovice                | Karlovarský kraj     | |
|        | Jinočany                     | Středočeský kraj     | |
|        | Kamenná u Jihlavy            | Kraj Vysočina        | |
|        | (Karlsbader Region)          | Karlovarský kraj     | |
|        | Kašperské Hory               | Plzeňský kraj        | BS |
|        | Kaznějov                     | Plzeňský kraj        | |
|        | Kladno                       | Středočeský kraj     | |
|        | Košťany                      | Ústecký kraj         | |
|        | Kovářská                     | Ústecký kraj         | |
|        | Krajková                     | Karlovarský kraj     | |
|        | Královské Poříčí             | Karlovarský kraj     | |
|        | Králíky                      | Pardubický kraj      | |
|        | Krásná Hora nad Vltavou      | Středočeský kraj     | BS |
|        | Krásno nad Teplou            | Karlovarský kraj     | |
|        | Krupka                       | Ústecký kraj         | BS |
|        | Kryštofovy Hamry             | Ústecký kraj         | |
|        | Kryštofovo Údolí             | Liberecký kraj       | |
|        | Kutná Hora                   | Středočeský kraj     | BS |
|        | Láz                          | Středočeský kraj     | |
|        | Libušín                      | Středočeský kraj     | |
|        | Lom u Mostu                  | Ústecký kraj         | |
|        | Loučná pod Klínovcem         | Ústecký kraj         | BS |
|        | Malé Březno                  | Ústecký kraj         | |
|        | Malé Svatoňovice             | Královéhradecký kraj | |
|        | Mariánské Radčice            | Ústecký kraj         | |
|        | Měděnec                      | Ústecký kraj         | |
|        | Mikulov v Krušných horách    | Ústecký kraj         | |
|        | Milešov                      | Středočeský kraj     | |
|        | Mírová                       | Karlovarský kraj     | |
|        | Mrákotín u Telče             | Kraj Vysočina        | |
|        | Mydlovary                    | Jihočeský kraj       | |
|        | Nejdek                       | Karlovarský kraj     | |
|        | Nová Role                    | Karlovarský kraj     | |
|        | Nové Město pod Smrkem        | Liberecký kraj       | BS |
|        | Nové Sedlo u Lokte           | Karlovarský kraj     | |
|        | Nový Jáchymov                | Středočeský kraj     | |
|        | Nučice (Prag-West)           | Středočeský kraj     | |
|        | Okrouhlá Radouň              | Jihočeský kraj       | |
|        | Orlová                       | Moravskoslezský kraj | |
|        | Osek                         | Ústecký kraj         | |
|        | Otročiněves                  | Středočeský kraj     | |
|        | Pavlíkov                     | Středočeský kraj     | |
|        | Pernink                      | Karlovarský kraj     | BS |
|        | Petřkovice (Ostrava)         | Moravskoslezský kraj | |
|        | Petřvald                     | Moravskoslezský kraj | |
|        | Pila u Karlových Var         | Karlovarský kraj     | |
|        | Polerady                     | Ústecký kraj         | |
|        | Potůčky                      | Karlovarský kraj     | |
|        | Přebuz                       | Karlovarský kraj     | |
|        | Rtyně v Podkrkonoší          | Královéhradecký kraj | |
|        | Ruda u Nového Strašecí       | Středočeský kraj     | |
|        | Rudka (Tschechien)           | Jihomoravský kraj    | |
|        | Rudolfov                     | Jihočeský kraj       | BS |
|        | Šardice                      | Jihomoravský kraj    | |
|        | Srbice                       | Ústecký kraj         | |
|        | Srubec                       | Jihočeský kraj       | |
|        | Stará Ves u Rýmařova         | Moravskoslezský kraj | |
|        | Staré Sedlo u Sokolova       | Karlovarský kraj     | |
|        | Štěpánov nad Svratkou        | Kraj Vysočina        | |
|        | Stochov                      | Středočeský kraj     | |
|        | Strašice                     | Plzeňský kraj        | siehe auch Krušná hora                                                                                          |
|        | Suchovršice                  | Královéhradecký kraj | |
|        | Svatava                      | Karlovarský kraj     | |
|        | Svoboda nad Úpou             | Královéhradecký kraj | |
|        | Telnice                      | Ústecký kraj         | In Telnice wurde seit dem 14. Jahrhundert Bergbau auf Zinn (Zinnseifen, später Abbau im Festgestein) betrieben. |
|        | Tlučná                       | Plzeňský kraj        | |
|        | Újezd nad Rokytnou           | Jihomoravský kraj    | |
|        | Vejprty                      | Ústecký kraj         | |
|        | Velké Svatoňovice            | Královéhradecký kraj | |
|        | Vinařice (okres Kladno)      | Středočeský kraj     | |
|        | Vintířov                     | Karlovarský kraj     | |
|        | Vodňany                      | Jihočeský kraj       | BS |
|        | Vrančice                     | Středočeský kraj     | |
|        | Vrchlabí                     | Královéhradecký kraj | |
|        | Výsluní                      | Ústecký kraj         | BS |
|        | Vysoká Pec u Nejdku          | Karlovarský kraj     | |
|        | Žacléř                       | Královéhradecký kraj | |
|        | Zahájí                       | Jihočeský kraj       | |
|        | Zastávka                     | Jihomoravský kraj    | |
|        | Zbýšov u Brna                | Jihomoravský kraj    | |
|        | Zlaté Hory                   | Olomoucký kraj       | BS |

### Ukraine
| Wappen | Ortsname / Verwaltungsgebiet | Oblast               | Beschreibung / Anmerkung |
| ------ | ---------------------------- | -------------------- | ------------------------ |
|        | Makijiwka (Rajon Donezk)     | Donezk (Donezbecken) |                          |
|        | Solotwyno (Rajon Tjatschiw)  | Transkarpatien       |                          |

### Ungarn
| Wappen | Ortsname / Verwaltungsgebiet | Komitat              | Beschreibung / Anmerkung |
| ------ | ---------------------------- | -------------------- | ------------------------ |
|        | Ajka                         | Veszprém             |                          |
|        | Alsótelekes                  | Borsod-Abaúj-Zemplén |                          |
|        | Annavölgy                    | Komárom-Esztergom    |                          |
|        | Bánhorváti                   | Borsod-Abaúj-Zemplén |                          |
|        | Borsodnádasd                 | Borsod-Abaúj-Zemplén |                          |
|        | Csolnok                      | Komárom-Esztergom    |                          |
|        | Dorog                        | Komárom-Esztergom    |                          |
|        | Edelény                      | Borsod-Abaúj-Zemplén |                          |
|        | Farkaslyuk                   | Borsod-Abaúj-Zemplén |                          |
|        | Felsőtelekes                 | Borsod-Abaúj-Zemplén |                          |
|        | Halimba                      | Veszprém             |                          |
|        | Halmajugra                   | Heves                |                          |
|        | Izsófalva                    | Borsod-Abaúj-Zemplén |                          |
|        | Komló                        | Baranya              |                          |
|        | (ehem. Komitat)              | Krassó-Szörény       |                          |
|        | Kurityán                     | Borsod-Abaúj-Zemplén |                          |
|        | Múcsony                      | Borsod-Abaúj-Zemplén |                          |
|        | Ormosbánya                   | Borsod-Abaúj-Zemplén |                          |
|        | Ózd                          | Borsod-Abaúj-Zemplén |                          |
|        | Pálháza                      | Borsod-Abaúj-Zemplén |                          |
|        | Pilisszentiván               | Pest                 |                          |
|        | Rudabánya                    | Borsod-Abaúj-Zemplén | BS                       |
|        | Rudolftelep                  | Borsod-Abaúj-Zemplén |                          |
|        | Szőc                         | Veszprém             |                          |
|        | Tatabánya                    | Komárom-Esztergom    |                          |
|        | Telkibánya                   | Borsod-Abaúj-Zemplén | BS                       |
|        | Tornaszentandrás             | Borsod-Abaúj-Zemplén |                          |
|        | Tatabánya (ehem.)            | Komárom-Esztergom    |                          |
|        | Úrkút                        | Veszprém             | Gde im Kreis Ajka        |

## Logos von Unternehmen
| Logo | Unternehmen | Ort/Land                |
| ---- | ----------- | ----------------------- |
|      | LMBV GmbH   | Senftenberg/Deutschland |

## Logos von Sportvereinen
| Logo | Verein                                                                                      | Ort/Land                  |
| ---- | ------------------------------------------------------------------------------------------- | ------------------------- |
|      | BSG Zentra Wismut Aue (1949–1954) / BSG Wismut Aue (1963–1990)                              | Aue/Deutschland           |
|      | SC Wismut Karl-Marx-Stadt (1954–1963)                                                       | Chemnitz/Deutschland      |
|      | BSG Aktivist Espenhain                                                                      | Espenhain/Deutschland     |
|      | BSG Wismut Gera (1954–1990) / FSV Wismut Gera                                               | Gera/Deutschland          |
|      | BSG Aktivist Brieske-Senftenberg (1972–1990) / FSV Glückauf Brieske-Senftenberg (seit 1990) | Senftenberg/Deutschland   |
|      | SC Aktivist Brieske-Senftenberg (1954–1963)                                                 | Senftenberg/Deutschland   |
|      | BSG Glückauf Sondershausen                                                                  | Sondershausen/Deutschland |
|      | BSG Kali Werra Tiefenort (1968–1977 bzw. 1977–1990)                                         | Tiefenort/Deutschland     |
|      | BSG Aktivist „Karl Marx“ Zwickau (1949–1968)                                                | Zwickau/Deutschland       |
|      | Górnik Wałbrzych                                                                            | Wałbrzych/Polen           |
|      | Górnik Zabrze                                                                               | Zabrze/Polen              |

### Gappa
1. ↑  Gappa 1999, S. 44
2. ↑  Gappa 1999, S. 45
3. ↑  Gappa 1999, S. 46
4. ↑  Gappa 1999, S. 74
5. ↑  Gappa 1999, S. 105
6. ↑  Gappa 1999, S. 126
7. ↑  Gappa 1999, S. 131
8. ↑  Gappa 1999, S. 166
9. 1 2  Gappa 1999, S. 174
10. ↑  Gappa 1999, S. 192
11. ↑  Gappa 1999, S. 212
12. ↑  Gappa 1999, S. 217
13. ↑  Gappa 1999, S. 220
14. ↑  Gappa 1999, S. 218
15. ↑  Gappa 1999, S. 235
16. ↑  Gappa 1999, S. 240
17. ↑  Gappa 1999, S. 263
18. ↑  Gappa 1999, S. 279
19. ↑  Gappa 1999, S. 284
20. ↑  Gappa 1999, S. 294
21. ↑  Gappa 1999, S. 299
22. ↑  Gappa 1999, S. 301
23. ↑  Gappa 1999, S. 305
24. ↑  Gappa 1999, S. 07
25. ↑  Gappa 1999, S. 329
26. ↑  Gappa 1999, S. 343
27. ↑  Gappa 1999, S. 355
28. ↑  Gappa 1999, S. 436
29. ↑  Gappa 1999, S. 438